# Исаково (Вытегорский район)
Исаково (Исакова) — деревня в Вытегорском районе Вологодской области.

## География
Расположена на берегу Тудозера. Расстояние до центра муниципального образования села Андомский Погост по прямой — 12 км. Ближайшие населённые пункты — Кожино, Насонова, Пустошь.

## История
Постановление губернатора Вологодской области № 1018 о регистрации деревни Исаково в Тудозерском сельсовете было принято 8 ноября 2001 года, но деревня не была внесена в реестр населённых пунктов района, ей не был присвоен регистрационный номер и код ОКАТО. Деревня не упомянута в результатах переписи населения 2002 года.
Решением Представительного собрания местного самоуправления Вытегорского муниципального района от 27 мая 2004 года деревня Исаково отнесена к будущему Тудозерскому сельскому поселению в составе Тудозерского сельсовета.
1 января 2006 года было образовано Тудозерское сельское поселение, 9 апреля 2009 года оно было присоединено к Андомскому сельскому поселению. В список населённых пунктов Андомского сельского поселения деревня Исаково не включена.
В 2010 году разработан проект постановления Правительства области «О внесении изменений в административно-территориальное устройство Вытегорского района», предусматривающий создание деревни Исакова в Андомском сельском поселении.
7 декабря 2012 года Постановление губернатора Вологодской области № 1018 изменено, из него исключено упоминание об образовании деревни Исаково Вытегорского района. 17 декабря 2012 года постановлением правительства Вологодской области на территории Андомского сельского поселения образована деревня Исаково.
3 ноября 2014 года распоряжением Правительства Российской Федерации № 2186-р, на основании предложения Законодательного Собрания Вологодской области, деревне, образованной в Вытегорском муниципальном районе Вологодской области, присвоено наименование Исаково.
На картах деревня обозначена как Исакова (нежил.).